# Bibra (Grabfeld)
Bibra ist ein Dorf im Landkreis Schmalkalden-Meiningen im fränkisch geprägten südlichen Thüringen. Seit 2007 ist die ehemals politisch selbständige Gemeinde ein Ortsteil der Gemeinde Grabfeld.

## Geografie
Bibra liegt etwa zwölf Kilometer südlich von Meiningen im Tal des gleichnamigen Baches Bibra und bildet das Tor zur historischen Landschaft Grabfeld zwischen Thüringen und Bayern (Grabfeldpforte).

## Geschichte

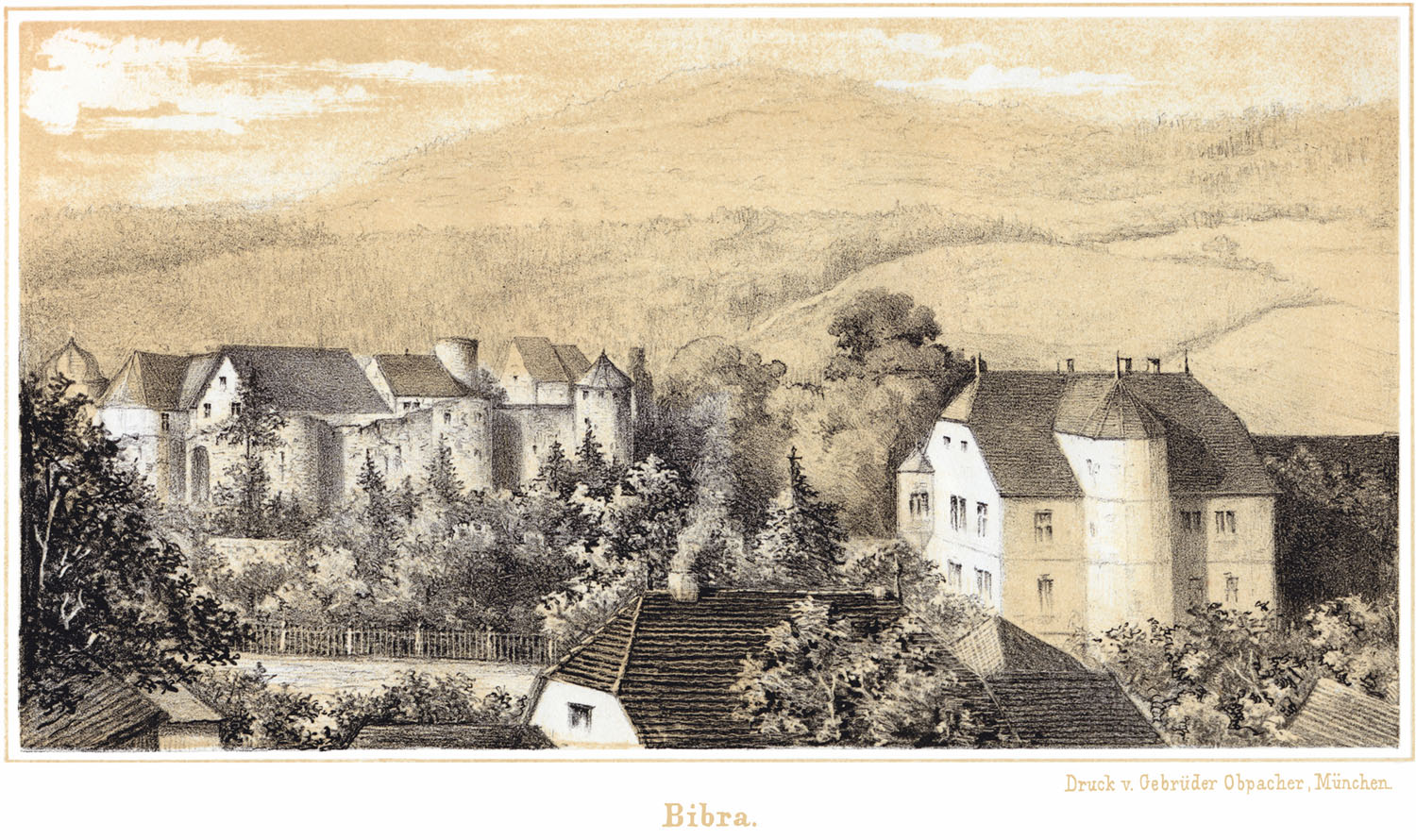
Burg und Neues Schloss von Bibra, Stich von 1870

Bibra wurde 825 erstmals in einer Schenkungsurkunde an das Kloster Fulda urkundlich erwähnt. 1119 nannte man den Adligen "Rubertus de Bybera". Diese Herren waren reichsfrei und wurden deshalb sehr von der Obrigkeit umworben. Schließlich gelang es dem Hochstift 1343, die Lehnshoheit zu sichern. 1486 wurde durch Kaiser Friedrich III. das Marktrecht verliehen. Die Burg Bibra stürmten 1525 Bauern und zerstörten sie. 1526 erfolgt der Wiederaufbau. Nach einer erneuten Zerstörung 1646 wurde wieder auf- und umgebaut. Die Herren von Bibra nahm man 1805 in den Reichsritterstand auf. 1808 erwarben die Herzöge von Sachsen-Meiningen den Ort und gliederten ihn dem Amt Maßfeld an. Heute ist die gut erhaltene Anlage im Besitz der Bibraer Adelsgesellschaft.

## Politik
Andreas Fey ist der ehrenamtliche Ortsteilbürgermeister des Ortsteils Bibra in der Gemeinde Grabfeld.

## Kultur und Sehenswürdigkeiten

### Bauwerke
- Der Grundstein für die einschiffige spätgotische St.-Leo-Kirche wurde 1492 gelegt, 1503 war sie fertiggestellt. In dieser Kirche befinden sich drei Tilman-Riemenschneider-Altäre: Apostelaltar, Kirchenväteraltar und Verkündigungsaltar.
- Das Untere Bibraer Schloss wurde 1558 erbaut.
- Burg Bibra
- Autobahnkirche auf dem Rastplatz „Thüringer Tor“ der Bundesautobahn 71. Sie wurde 2015 eröffnet und wird seit 2019 „Kirche der Einheit – Herbst '89“ genannt.[5]

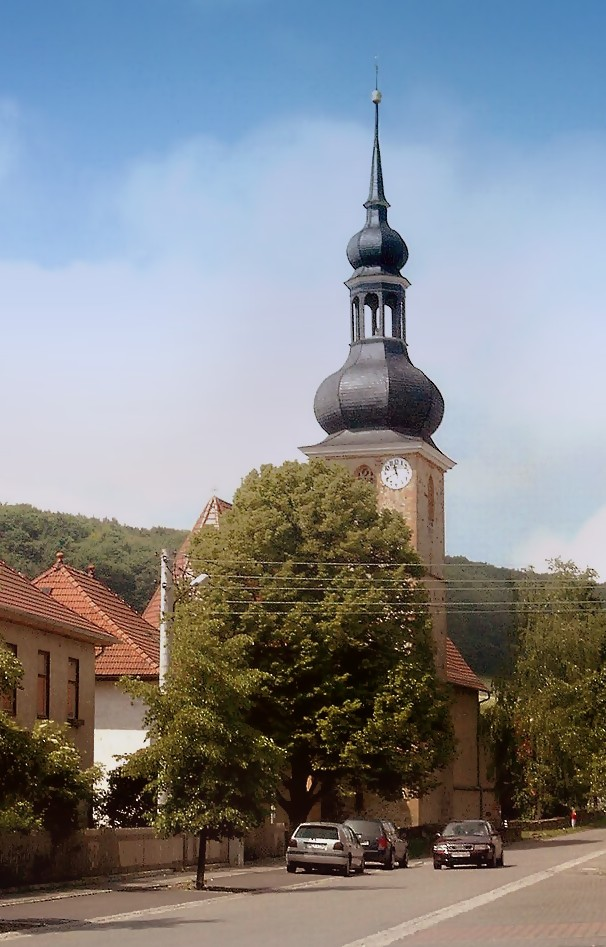
Kirche St. Leo
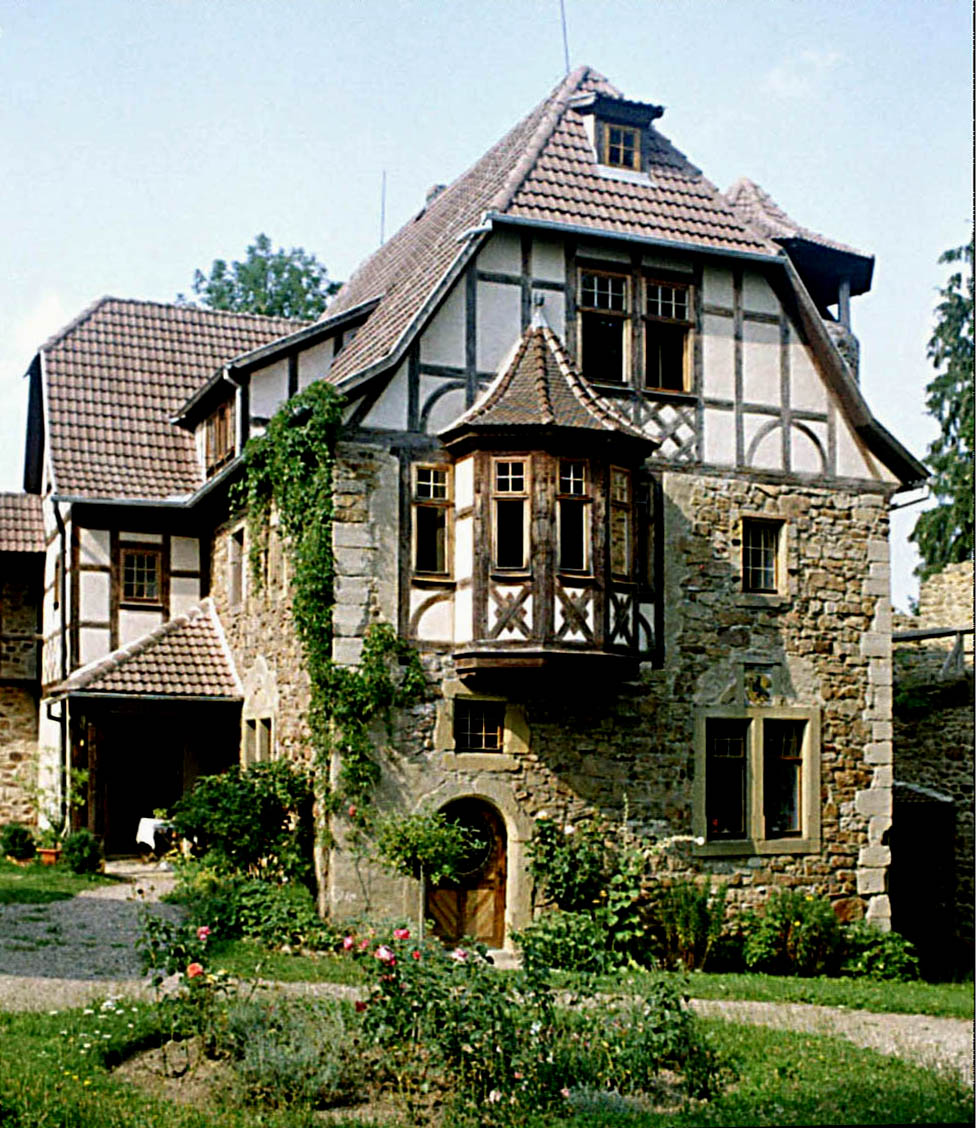
Burg Bibra
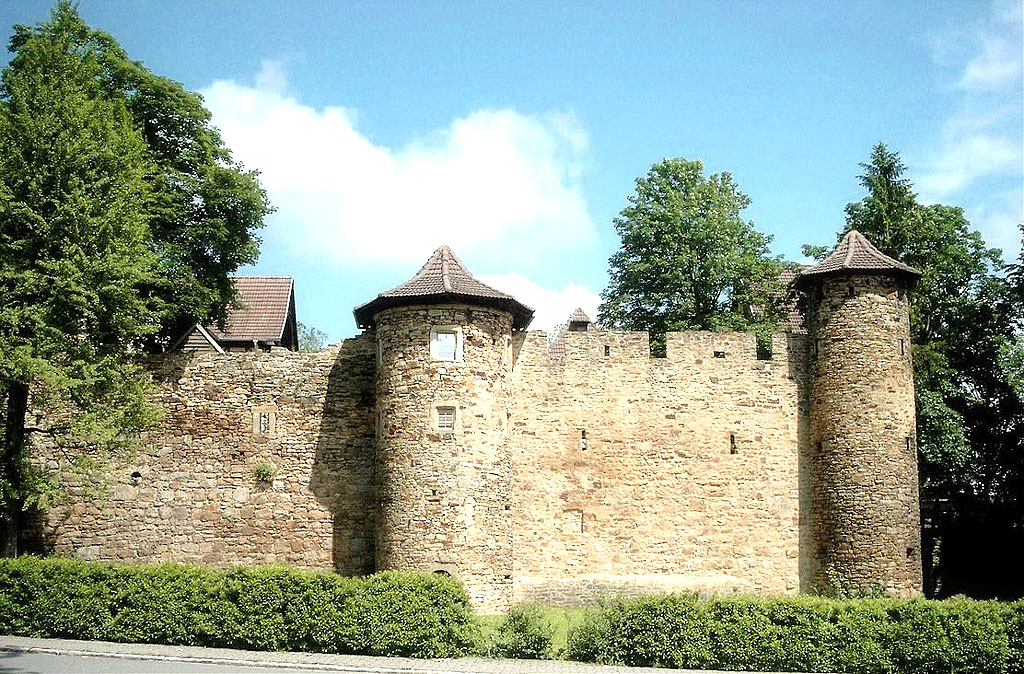
Restgemäuer der Burg
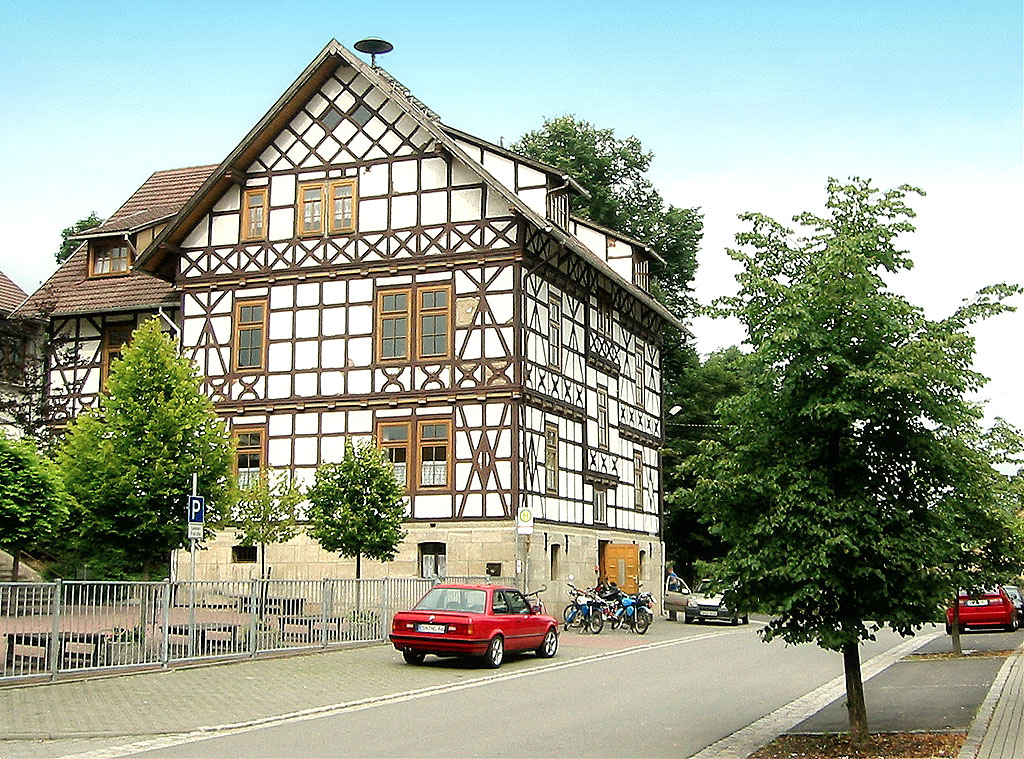
Ehemalige Zentralschule
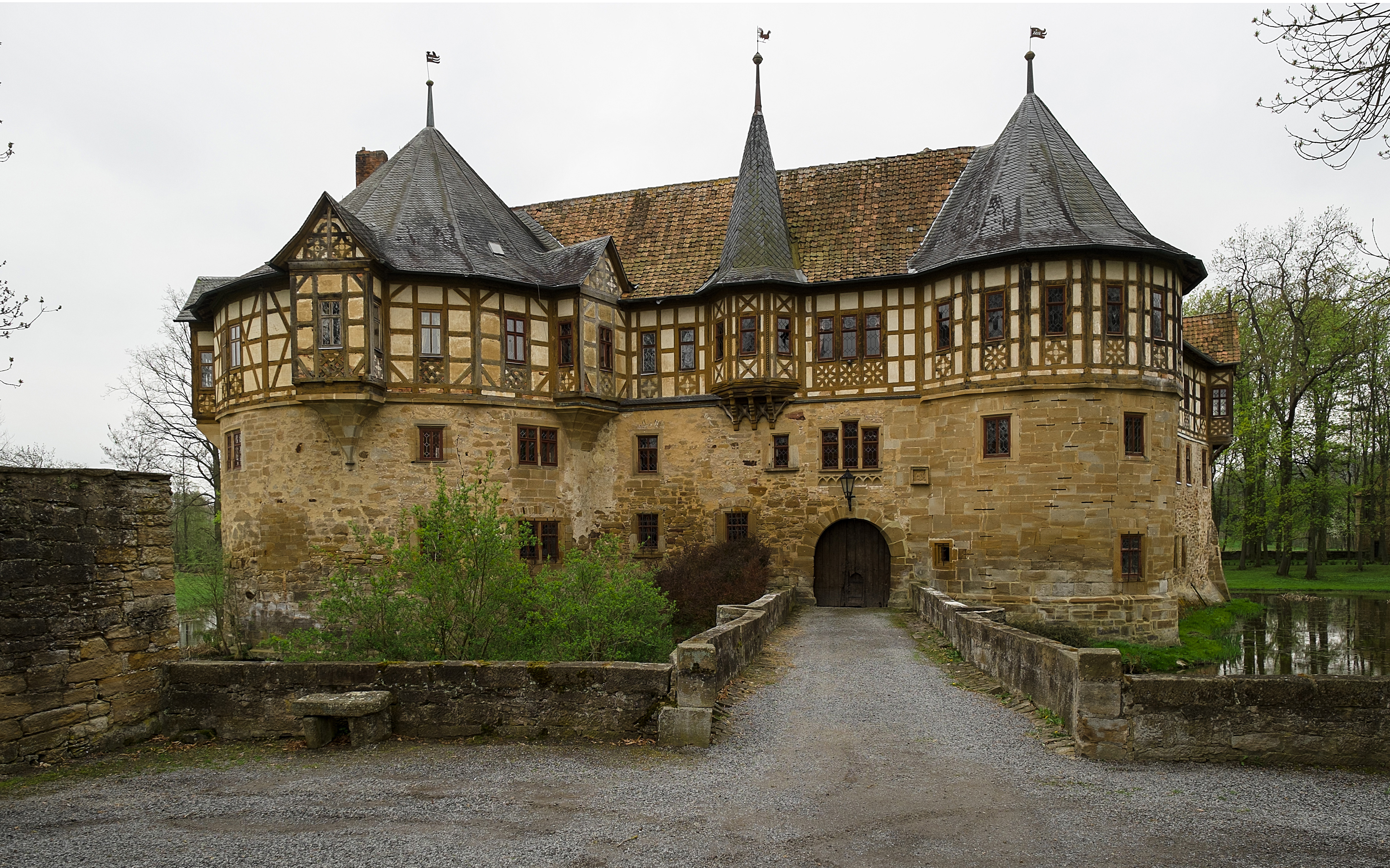
Wasserschloss Irmelshausen
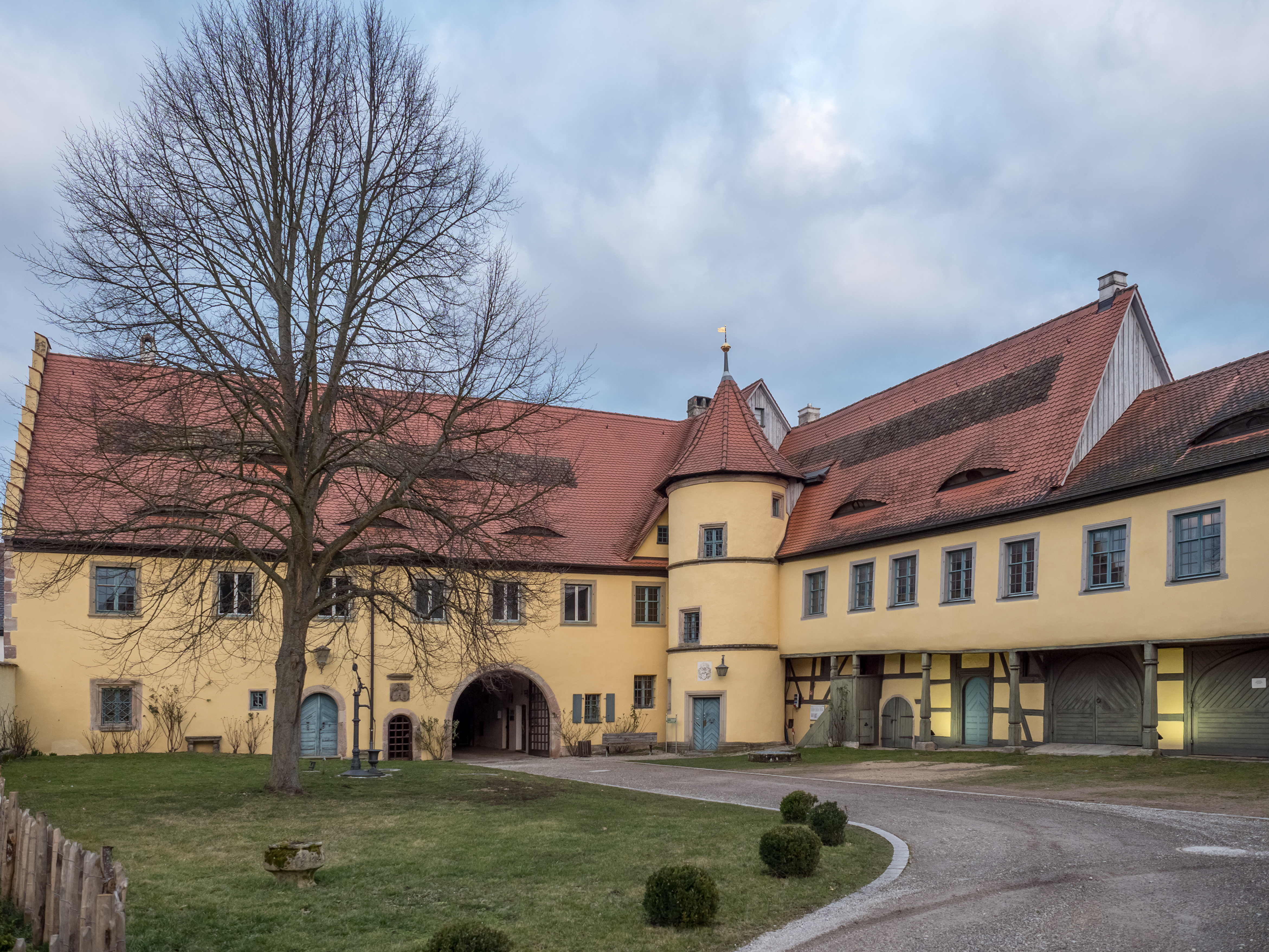
Schloss Adelsdorf

### Geschichtsdenkmale
- Der Oskar-Meyer-Platz erinnert seit 1992 an das letzte Mitglied der jüdischen Gemeinde, das 1943 in das KZ Theresienstadt deportiert wurde. Die 1846 erbaute Synagoge in der Hauptstraße 10 war beim Novemberpogrom 1938 geschändet worden und diente später der Firma Johannes Herbig als Warenlager. Bis 1938 gab es im Ort auch ein Hachschara-Lager, das jüdische Jugendliche auf die Auswanderung nach Palästina vorbereitete. Die Juden des Ortes emigrierten oder wurden der Vernichtung durch das NS-Regime ausgeliefert. 2007 wurde am Oskar-Meyer-Platz in Erinnerung an die Juden, die in den Jahren 1933 bis 1945 vertrieben, verschleppt und ermordet wurden, ein Denkmal errichtet.

## Verkehr
Bibra hat einen Haltepunkt an der Bahnstrecke Schweinfurt–Meiningen. Zwei Kilometer südlich befindet sich die Anschlussstelle Rentwertshausen der Bundesautobahn 71.

## Söhne und Töchter des Ortes
- Klaus Seifert (Flüchtling), † 4. Mai 1971, Todesopfer an der innerdeutschen Grenze